# Планировщик задач
Планировщик задач — программа (служба или демон), часто называемая сервисом операционной системы, которая запускает другие программы в зависимости от различных критериев, как, например:
- наступление определённого времени;
- переход операционной системы в определённое состояние (бездействие, спящий режим и т. д.);
- поступление запроса от администратора через пользовательский интерфейс или через инструменты удалённого администрирования.

## Обзор
Основные функции программного обеспечения планировщика заданий включают в себя:
- интерфейсы, которые помогают определить рабочие процессы и/или зависимости между заданиями;
- автоматический запуск заданий на выполнение;
- интерфейсы для отслеживания выполнения заданий;
- приоритеты и/или очереди для контроля порядка выполнения независимых заданий.

Если программное обеспечение из совершенно другой области включает все или некоторые из этих функций, такое программное обеспечение может считаться имеющим возможности планирования заданий.
Большинство операционных систем, таких как Unix и Windows, предоставляют базовые возможности планирования заданий, в частности, с помощью команд at и batch, cron и планировщика заданий Windows. Веб-хостинговые услуги предоставляют возможности планирования заданий через панель управления или webcron. Многие программы, такие как системы управления базами данных (СУБД), системы резервного копирования, системы планирования ресурсов предприятия (ERP) и системы управления бизнес-процессами (BPM), также включают соответствующие возможности планирования заданий. Встроенный планировщик заданий операционной системы или программы обычно не предоставляют возможности планирования вне пределов одного экземпляра операционной системы или за пределами определенного приложения. Организации, нуждающиеся в автоматизации несвязанных задач в области информационных технологий, могут также использовать расширенные возможности планировщика заданий, такие как:
- планирование в реальном времени на основе внешних, непредсказуемых событий;
- автоматический перезапуск и восстановление в случае сбоев;
- оповещение и уведомление операционного персонала;
- генерация отчетов о происшествиях;
- аудит для целей соответствия регулирующим требованиям.

Эти расширенные возможности могут быть разработаны внутренними разработчиками, но чаще предоставляются поставщиками, специализирующимися на программном обеспечении для управления системами.

## Microsoft Windows
В версиях ОС Windows до XP включительно данный сервис предоставлялся, в основном, для нужд конечного пользователя. Начиная с Windows Vista данный сервис активно используется самой ОС для обслуживания устройства (дефрагментации разделов жёсткого диска, тестирования компонентов, индексирования файлов и т. д.). Отдельно для Windows разработан и самостоятельный планировщик NnCron.

## Unix
Cron — демон — планировщик задач в UNIX-подобных операционных системах.